# 崔宽 (北魏)
崔宽（410年—472年），字景仁，清河郡东武城县（今河北省衡水市故城县）人，北魏官员。

## 生平
崔宽的祖父崔彤随西晋南阳王司马保避难到陇西地区，于是在沮渠氏和李暠手下为官。父亲崔剖在魏太武帝拓跋焘进攻河西地区时总领一起起义的人，派崔宽送上归附的信息。魏太武帝嘉许崔剖，任命崔宽为威远将军、岐阳县县令，赐爵沂水男，派遣使者与崔宽一起向西，安抚慰问新归附北魏的人。
崔宽回到京师平城后，出任散骑侍郎、宁朔将军，封安国子，没多久出任弘农郡太守。当初，崔宽向魏太武帝传递信息时见到了司徒崔浩，崔浩和崔宽叙同族的长幼次序，优厚的安抚崔宽。等到崔浩被诛杀，崔宽因为是远来的远房族人独自得以不牵连。崔宽于是在武城县安家，居住在司空崔林的旧址上，把一个儿子过继给崔浩家族，与崔浩弟弟崔览的妻子封氏来往如亲戚。崔浩后来承袭了武陵公、镇西将军的爵位，出任陕城镇镇将。崤山地势险要，民众多为劫掠。崔宽性格圆通，开导接纳豪强和盗贼首领，和他们来往，倾心相待，不追究细小过错。因此崔宽能得到民众的欢心，百姓无不感激他的气度。当时北魏官吏没有俸禄，仅仅靠向百姓征取。崔宽善于安抚接纳，招来的礼物馈赠收取了很多，给他送礼的人没有怨言。弘农郡盛产漆蜡竹木，道路和南方相连，贩卖往来，家产富足，百姓满意。北魏的各个军镇中，崔宽有政务能干的称誉。等到崔宽从镇将一职离任，当地百姓大多追念，前往朝廷上奏章的有三百多人。文书呈报后，魏孝文帝元宏称赞崔宽。延兴二年（472年），崔宽去世，虚岁六十三，遗言命令节俭安葬，用当时的衣服收敛。

## 家庭

### 子女
- 崔衡，北魏镇西将军、泰州刺史、齐郡惠公
- 崔恕，北魏尚书郎